# Bithynia oxiana
Bithynia oxiana е вид охлюв от семейство Bithyniidae.

## Разпространение и местообитание
Видът е разпространен в Таджикистан и Туркменистан.
Обитава сладководни басейни и реки.